# Hulu Theater
Le Hulu Theater, aussi appelé Hulu Theater at Madison Square Garden, est un théâtre situé au Madison Square Garden à New York. La salle est utilisée pour des concerts, des spectacles, des événements sportifs et d'autres événements. Elle dispose d'une capacité entre 2 000 et 5 600 places.

## Histoire
En 2021, l'organisation de boxe anglaise Triller signe avec le Madison Square Garden pour organiser une soirée mensuelle de boxe. L'année suivante, la salle organise les quarts de finale du championnat du monde de League of Legends 2022 devant plus de 5 000 spectateurs.